# Museo Nelson-Atkins
Il Museo Nelson-Atkins (in inglese: Nelson-Atkins Museum of Art) è una galleria d'arte a Kansas City (Missouri), negli Stati Uniti. È conosciuto per la sua architettura neoclassica e la sua collezione dell'arte asiatica.

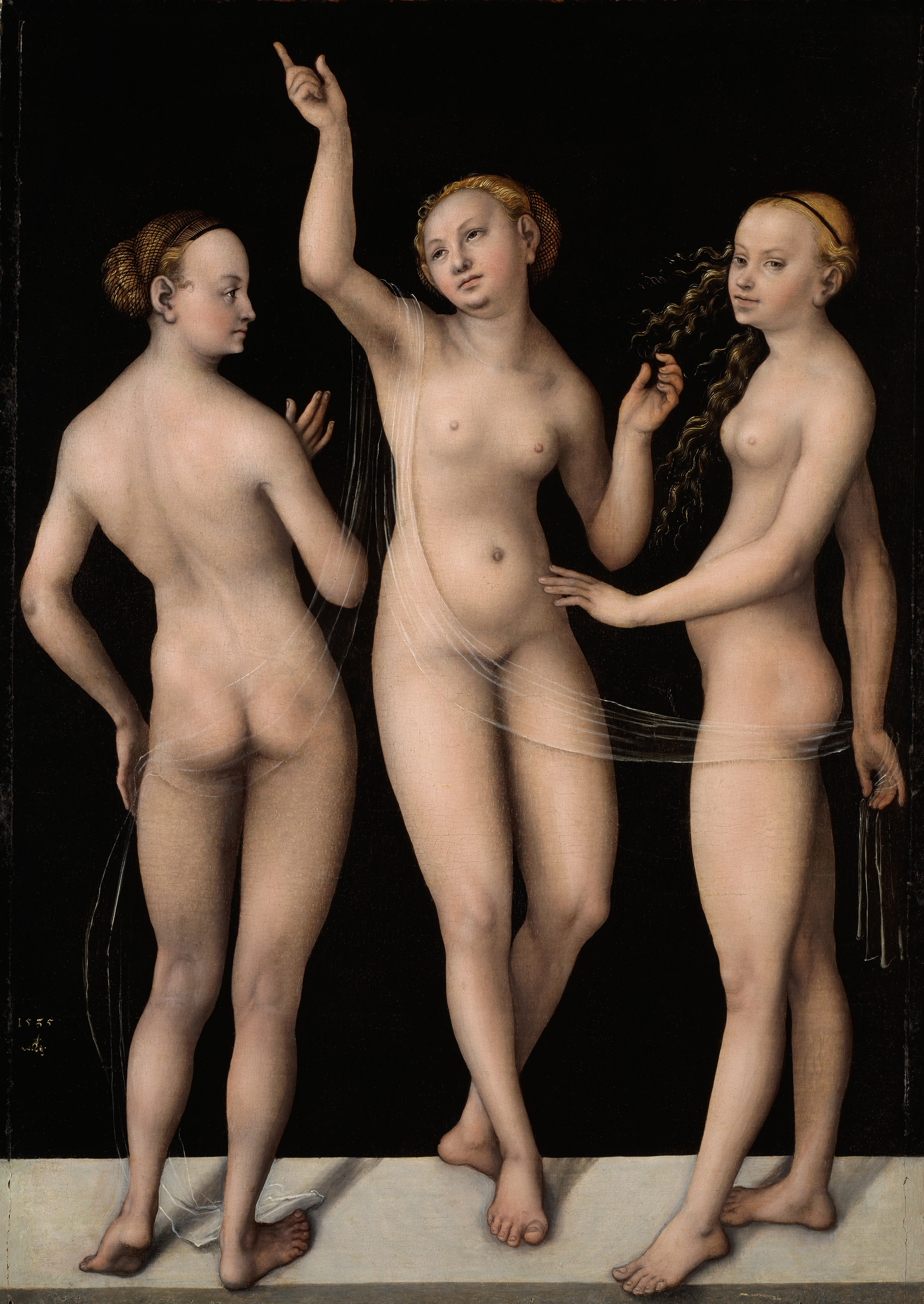
Lucas Cranach il Vecchio, Le tre Grazie.

Nella sua collezione di pittura europea sono conservate opere di Caravaggio, Lucas Cranach il Vecchio, Eugène Delacroix, Vincent van Gogh.